# Laura Carmine
Laura Carmine (San Juan, 2 aprile 1983) è un'attrice portoricana naturalizzata messicana, nota soprattutto come interprete di telenovela.

## Filmografia parziale
- Ni contigo ni sin ti (2011)
- Amor bravío (2012)
- ¿Quién eres tú? (2012)
- La tempestad (2013)
- A que no me dejas (2015-2016)
- Vino el amor (2016-2017)